# Rodeo Backflip
Als Rodeo Backflip oder auch nur kurz Rodeo Flip bezeichnet man eine Sprungkombination aus einem  Backflip oder Rückwärts-Salto und einer Rotation oder Schraube. Um beispielsweise einen 540° Rodeo Flip auszuführen, springt man in die Luft und dreht sich einmal komplett rückwärts um die horizontale Körperachse (Backflip) und zudem 540° um die vertikale Körperachse, um dann wieder auf den Füßen zu landen. Laut der einschlägigen Literatur ist er explizit nicht für Anfänger geeignet, da erst einmal die grundlegenden Fähigkeiten vorhanden sein müssen.
Die Bezeichnung des Tricksprungs stammt ursprünglich aus dem Snowboardsport, wo seitens der FIS auch Durchführung im Judges Manual Snowboard festgehalten ist, und wurde später auch in weiterentwickelten bzw. daran orientierten Sportarten wie etwa Wakeboarding oder New School Freeskiing übernommen. Andere Sportarten wie etwa die FIS-Disziplinen des Old-School Freestyle-Skiings pflegen hingegen eigene Bezeichnungen für denselben Trick. Dort wird er üblicherweise schlicht "540" und seltener auch "Rodeo 5" genannt.